# Lac souterrain de Saint-Léonard
46°15′23″N 7°25′32″Ø / 46.25639°N 7.42556°Ø
Lac souterrain de Saint-Léonard (på dansk: Saint-Léonards underjordiske sø) er Europas største underjordiske sø. Lac souterrain de Saint-Léonard ligger i den lille by Saint-Léonard, ca 6-8 km øst for Sion i kantonen Valais, Schweiz.

## Historie
Udenfor den nuværende indgang til søen lå frem til 1946 en sø, der skjulte åbningen ind til den store grotte, som søen findes i. I foråret 1943 fandt en lokal dykker åbningen og tog ved hjælp af dykkerudstyr på opdagelse derind. Han fandt en sø, med kun få cm luft mellem grottens loft og vandoverfladen.
I 1946 skete der et jordskælv (5,6 på Richter-skalaen) tæt på søen. Her sænkedes vandstanden, så den udenforliggende sø forsvandt og dele af grottens loft faldt ned. Der var nu så meget lofthøjde, at det i 1949 var muligt at åbne grotten for offentligheden.

## Turisme
Søen har siden åbningen i 1949 været en velbesøgt turistattraktion med den spændende underjordiske sø og de frodige vinmarker lige ovenover. Der foregår sejlads i specielt designede turbåde med plads til ca 20 passagerer ad gangen i hver af de tre både.
Billetsalget sker ved indgangen til grotten. Her findes tillige toiletfaciliteter og souvenirbod m.m.
Længst inde i grotten findes grottens skytshelgen, Sankt Barbara, som vogter på hulens sikkerhed og ser til, at ingen forulykker på søen. Trods hendes tilstedeværelse findes der dog tre sunkne både på bunden af søen.

## Fakta
Grottens nordre væg består af marmor, den søndre væg består af skifer og loftet af kalksten. Kalkstensloftet eroderer langsomt bort af gennemstrømmende vand og skaber derved det hulrum, som udgør grotten, hvor søen ligger.
Søen er 300 m lang og 20 m bred. Længst inde i grotten findes en åbning til endnu en grotte, som er ca 1500 m lang, men som ikke er tilgængelig for publikum af sikkerhedsmæssige grunde. Sikkerheden vægtes i det hele taget højt. I 2000 faldt store stykker af grottens loft ned og ødelagde bl.a. en af de store turistbåde inde på søen. Derefter var grotten lukket et par år, mens loftet blev sikret, inden publikum atter blev lukket ind.
Søens vand er helt klart og med belysning kan man se hele søbunden. Vandet er helt fri for beplantning eller alger, og det eneste levende, der findes i søen, er et antal importerede regnbueørreder, som må fodres for at kunne få føden. Vandets temperatur er konstant 11 grader året rundt, mens lufttemperaturen ligger konstant på 15 grader.

## Folkesagn
Det siges, at piger, der ser ned i søens vand ved midnat den 24. december ser ansigtet på sin kommende ægtemand. Dette er dog umuligt at verificere, eftersom grotten kun er åben for publikum i perioden april – oktober.

## Links
- Søens hjemmeside